# Kellogg, Brown and Root
Kellogg, Brown and Root (KBR) é uma subsidiária da empresa estadunidense Halliburton. Ele engloba tanto uma empreiteira de construção, quanto um empresa de engenharia (inclusive engenharia bélica e naval) e um corpo de mercenários (uma PMC - private military contractor).
A KBR têm vários contratos com as Forças Armadas dos Estados Unidos para a Invasão do Iraque. Teve contratos da mesma natureza em outras guerras, como a Guerra do Vietnã e a Segunda Guerra Mundial.
Em 2008 chegou a celebrar um contrato com a estatal do petróleo Sonangol para estudos de engenharia, gestão de compras e construção da Refinaria do Lobito, em Angola, que acabou não indo adiante.